# Georg und Martin von Klausenburg

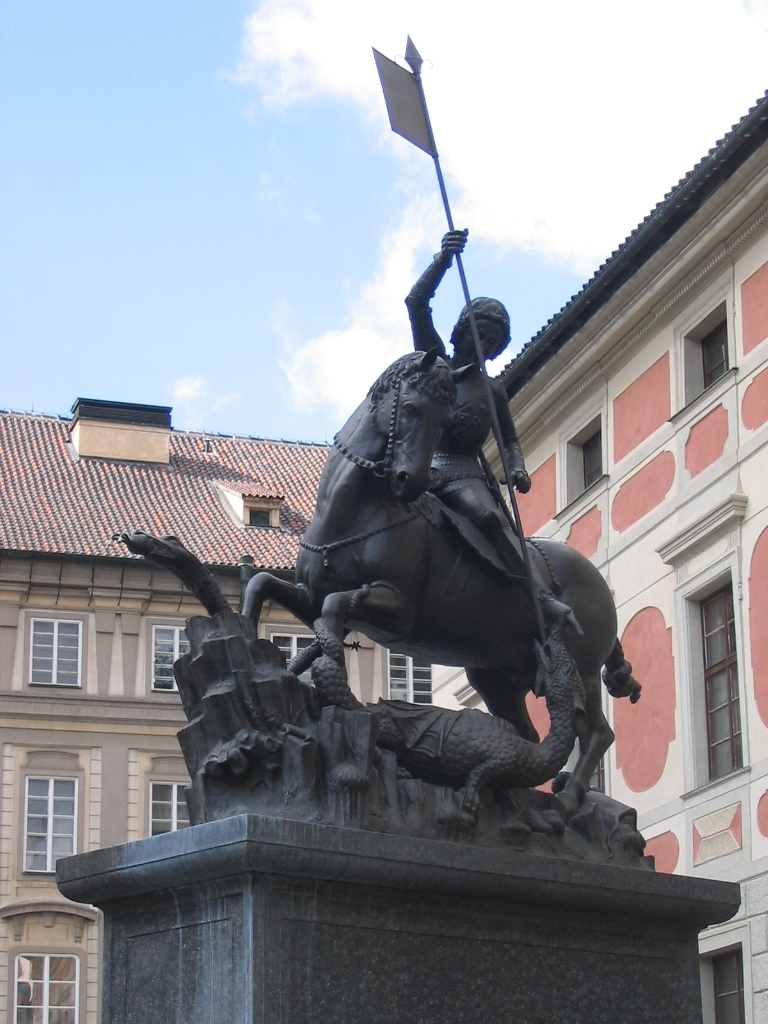
Reiterstandbild des Heiligen Georg in Prag

Die Brüder Georg und Martin von Klausenburg zählen zu den führenden Bildhauern der zweiten Hälfte des 14. Jahrhunderts in Europa.
Vom Leben der beiden Geschwister ist wenig bekannt. Sie wurden zur Zeit Ludwigs des Großen, König von Ungarn, um 1350 geboren. Vater Nikolaus war Maler aus Klausenburg in Siebenbürgen.
Einzig erhalten ist ihr Reiterstandbild des Heiligen Georg im Prager Burghof von 1373, ein Werk der Hoch-Gotik mit stilistischen Vorgriffen auf die Renaissance. Es ist etwa halb lebensgroß und zeigt Georg bei der Erstechung des Drachen. Das freistehende Monument aus Bronze ist zur damaligen Zeit neuartig. Charakteristisch ist die höfisch-elegante Darstellung des Heiligen. Später angefertigte Kopien stehen in Budapest und Klausenburg.
Von den nicht erhaltenen Werken der Brüder Georg und Martin sind drei gegen 1370 entstandene Bronzeskulpturen sowie ein vergoldetes Reiterstandbild von 1390, das den König und Heiligen Ladislaus zeigt, bekannt. Sie standen bis zu ihrer Einschmelzung im 17. Jahrhundert in Großwardein.

## Galerie

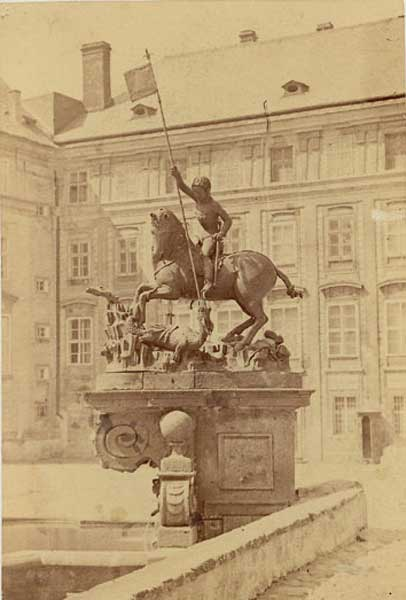
Das Standbild 1870
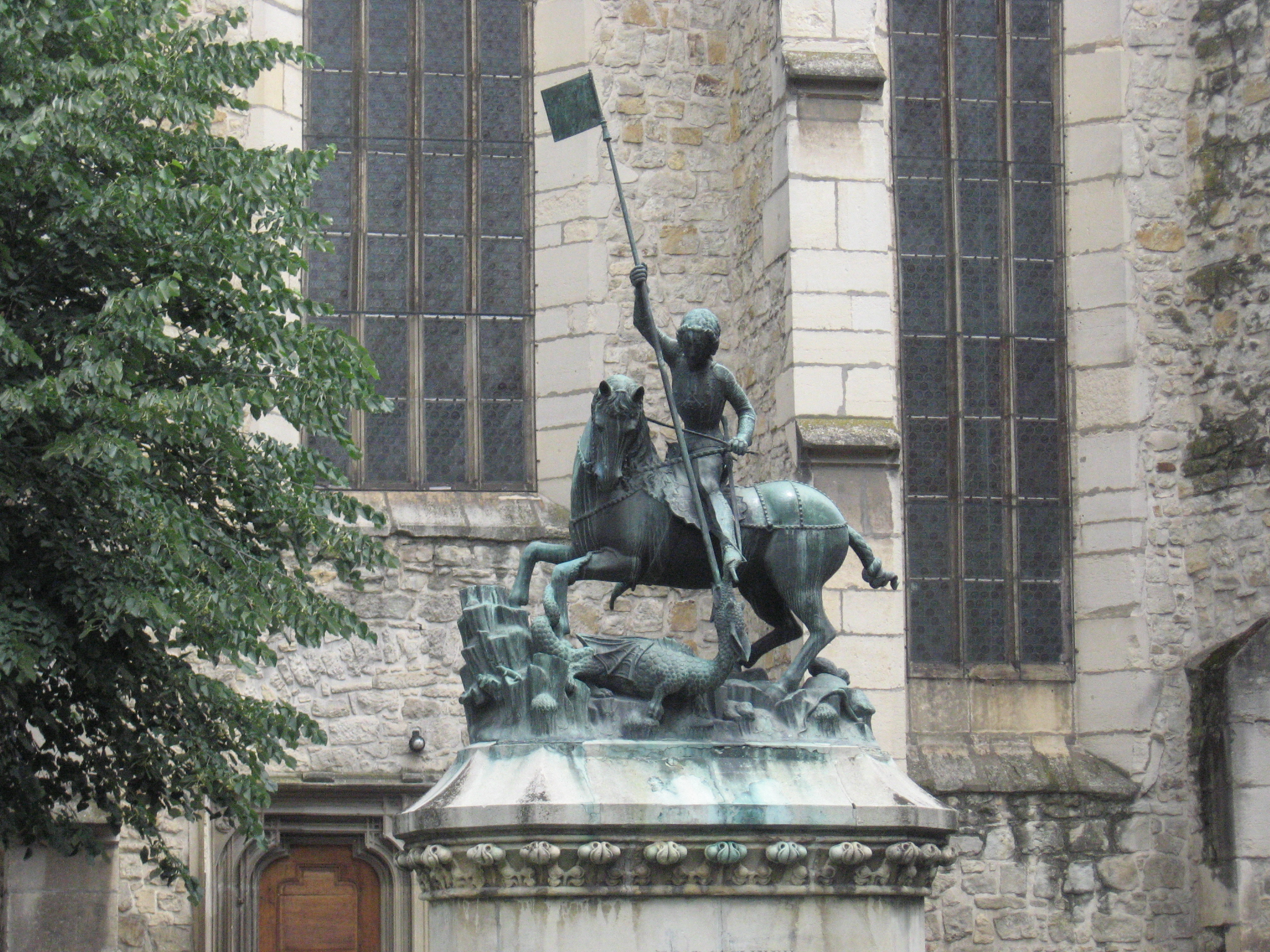
Kopie in Klausenburg (Cluj-Napoca)
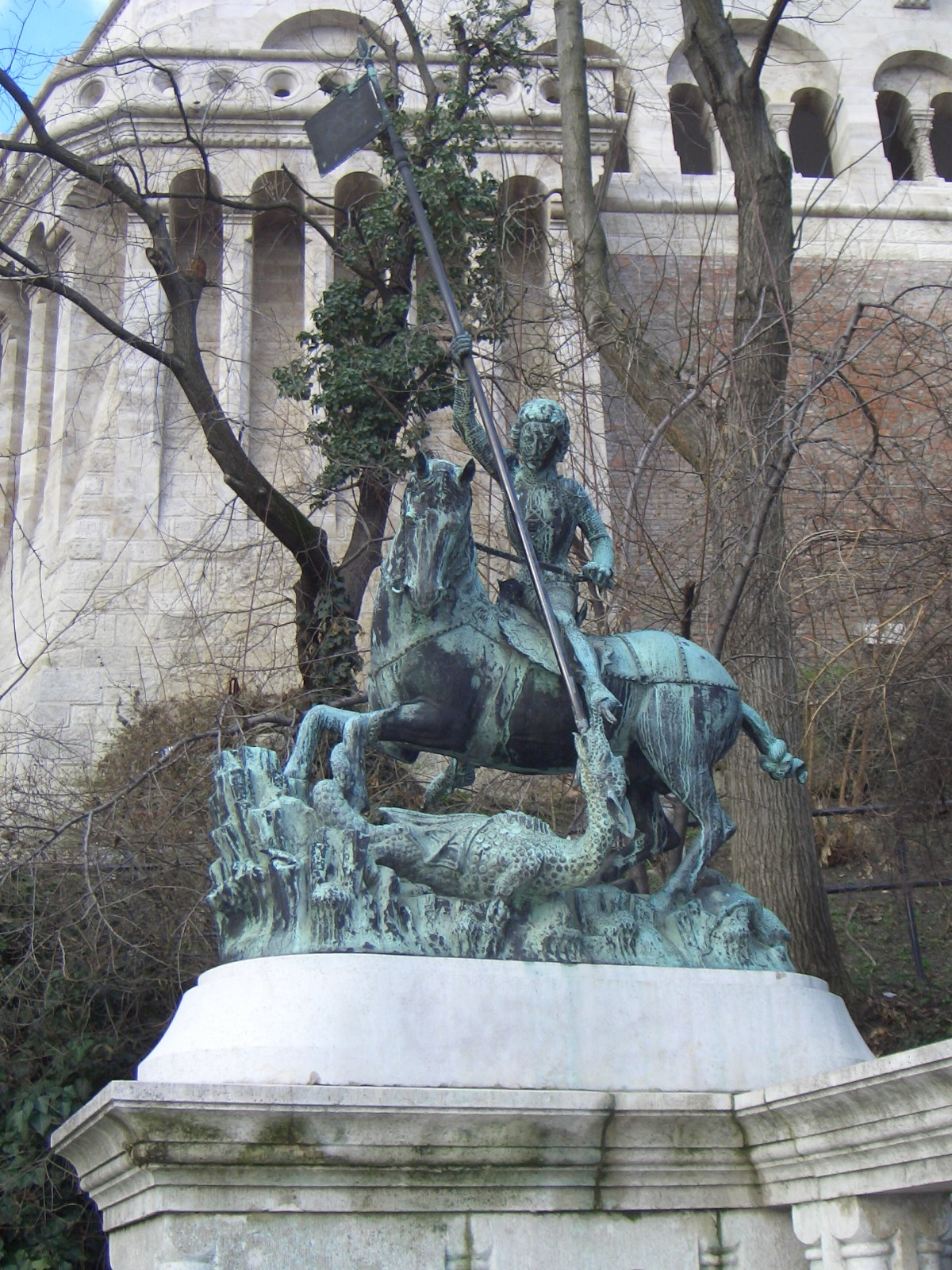
Kopie auf der Fischerbastei in Budapest